# História de Sines
Nas terras deste concelho há vestígios da época romana, dos Visigodos e Vândalos.
No final do século XII, início do século XIII, foram reconquistadas aos mouros e, em 1217, foi confiada aos Cavaleiros da Ordem de Santiago, sediados em Santiago do Cacém.
Em Novembro de 1362, foi-lhe outorgado foral por D. Pedro I (1357-1367) e, em Julho de 1512, D. Manuel I (1495-1521) outorgou-lhe o Foral Novo.
Após a Convenção de Évora Monte, em Julho de 1834, D. Miguel embarcou de Sines para o exílio.
A história recente de Sines está ligada ao início da construção de um porto comercial, permitindo a acostagem de navios de grande capacidade de carga, o que impulsionou o seu desenvolvimento industrial e populacional a partir de 1971.
Foi elevada a cidade a 12 de Julho de 1997.